# Dlhé Pole
Dlhé Pole es un municipio del distrito de Žilina en la región de Žilina, Eslovaquia, con una población estimada a final del año 2024 de 1939 habitantes.
Se encuentra ubicado al oeste de la región, cerca del curso alto del río Váh (cuenca hidrográfica del Danubio) y de la frontera con la región de Trenčín.

## Demografía
| Año        | 1994 | 2004    | 2014    | 2024    |
| ---------- | ---- | ------- | ------- | ------- |
| Población  | 2157 | 2039    | 1934    | 1939    |
| Diferencia |      | −5,47 % | −5,14 % | +0,25 % |

| Año        | 2023 | 2024    |
| ---------- | ---- | ------- |
| Población  | 1921 | 1939    |
| Diferencia |      | +0,93 % |